# Cantó de Senta Severa
El cantó de Senta Severa és un cantó francès del departament de l'Indre, situat al districte de La Châtre. Té 10 municipis i el cap és Senta Severa.

## Municipis
- Feusines
- Lignerolles
- Pérassay
- Pouligny-Notre-Dame
- Pouligny-Saint-Martin
- Senta Severa
- Sazeray
- Urciers
- Vigoulant
- Vijon

## Història
| Data d'elecció                           | Identitat         | Partit                     | Qualitat |
| ---------------------------------------- | ----------------- | -------------------------- | -------- |
| 1945-1949                                | M. Bigaud         | radical                    |          |
| 1949-1979                                | Pierre Nauron     | Divers gauche              |          |
| 1979-1992                                | Gaston Renaud     | PS                         |          |
| 1992-2011                                | Paul Pleuchot     | UDF, després Divers droite |          |
| 2011-                                    | François Daugeron | Divers droite              |          |
| les dades anteriors no són pas conegudes |                   |                            |          |
|                                          |                   |                            |          |

## Demografia
| A partir de 1990: Població sense dobles comptes |